# 伊藤澄也
伊藤 澄也（いとう すみや、1993年11月25日 - ）は、日本の元俳優。東京都出身。

## 人物
- 2012年、文化学園大学服装学部服装造形学科入学。
- 高校時代は、ダンス部に所属。
- 特技は、ブレイクダンスと料理。料理に関してはマイ包丁を数本所持しているなど本格的。
- 趣味は、旅行。
- 2023年11月30日、同月で30歳を迎えたことを契機として芸能界を引退することを自身のSNSで発表した[1]。

## 出演

### ドラマ
- テレビ東京開局50周年特別番組 永遠の0（2015年2月11日 - 15日、テレビ東京） - 飛行学生 役

### 舞台

#### 2017年
- ミュージカル「ちっちゃな英雄（ヒーロー）」（2016年12月21日 - 2017年6月27日）- ロベルト 役

#### 2018年
- 舞台『弱虫ペダル』新インターハイ篇～箱根学園王者復格（ザ・キングダム）～（2018年3月2日 - 19日、東京:東京芸術劇場/神戸:新神戸オリエンタル劇場）- 黒田雪成 役[2]
- 東京ワンピースタワー ONE PIECE LIVE ATTRACTION 『PHAMTOM』（2018年4月21日 - 2019年4月7日）- ポートガス・D・エース 役

#### 2019年
- 舞台『弱虫ペダル』新インターハイ篇～制・限・解・除（リミットブレイカー）〜（2019年5月10日 - 26日、東京:シアター1010/大阪:浪切ホール） - 黒田雪成 役[3]
- 舞台『血界戦線』（2019年11月2日 - 17日、東京:天王洲銀河劇場/大阪:梅田芸術劇場） - ツェッド・オブライエン 役[4]

#### 2020年
- 舞台『青春歌闘劇バトリズムステージNOTICE』（2020年1月15日 - 22日、草月ホール） - 白鳳学院 ヨシ 役[5]
- 舞台『弱虫ペダル』新インターハイ篇FINAL～POWER OF BIKE～（2020年2月21日 - 29日、東京:天王洲銀河劇場/大阪:メルパルクホール大阪） - 黒田雪成 役[6]
- XFLAGPARK2020 モンスターストライク（2020年10月3日 - 4日、東京ガーデンシアター） - ヤマトタケル役
- 舞台『血界戦線』Beat Goes On（2020年11月20日 - 12月6日、東京:天王洲銀河劇場/大阪:メルパルクホール大阪） - ツェッド・オブライエン 役[7]

#### 2021年
- 舞台『血界戦線』Blitz Along Alone（2021年10月22日 - 31日、東京:天王洲銀河劇場/11月4日 - 7日、大阪:梅田芸術劇場 シアター・ドラマシティ） - ツェッド・オブライエン 役[8]

#### 2022年
- バトリズムLIVE（2022年1月2日 - 3日、ヒューリックホール東京） - ヨシ 役
- 鴾色珊瑚物語（2022年9月7日 - 11日、東京芸術劇場） - 浅葱鷹介 役
- 悪を以って愛と成す（2022年10月26日 - 30日、CBGKシブゲキ!!） - ハル 役[9]

#### 2023年
- 劇団バルスキッチン 第24回公演『どぎまぎメモリアル』〜どぎどぎピンクバージョン〜（2023年3月21日 - 26日、バルスタジオ）- 主演：野原拓郎 役[10]

### CM
- 山崎製パン ランチパック（2016年1月 - ）
- XFLAG モンスターストライク「年末年始モンストやるなよ～焼餅～篇」（2017年1月）

### Web
- 有楽製菓 ブラックサンダー「非リアVSリア充ラップバトルepisode2.～三充士現る！黒いイナズマ絶体絶命！～篇」（2016年9月 - ） - リア充三充士 役